# Capitán General Bernardo O'Higgins
Capitán General Bernardo O'Higgins es una localidad situada en el departamento Marcos Juárez, provincia de Córdoba, Argentina.
Su principal actividad económica es la agricultura y la ganadería, al igual que la mayoría de las localidades de la región pampeana.

## Población
Cuenta con 558 habitantes (Indec, 2022), lo que representa un incremento del 13% frente a los 483 habitantes (Indec, 2010)del censo anterior.
| Gráfica de evolución demográfica de Capitán General O'Higgins entre 1991 y 2022 |
|                                                                                 |
| Fuente: Censos nacionales del INDEC                                             |